# Vredeskapel (Heerlen)

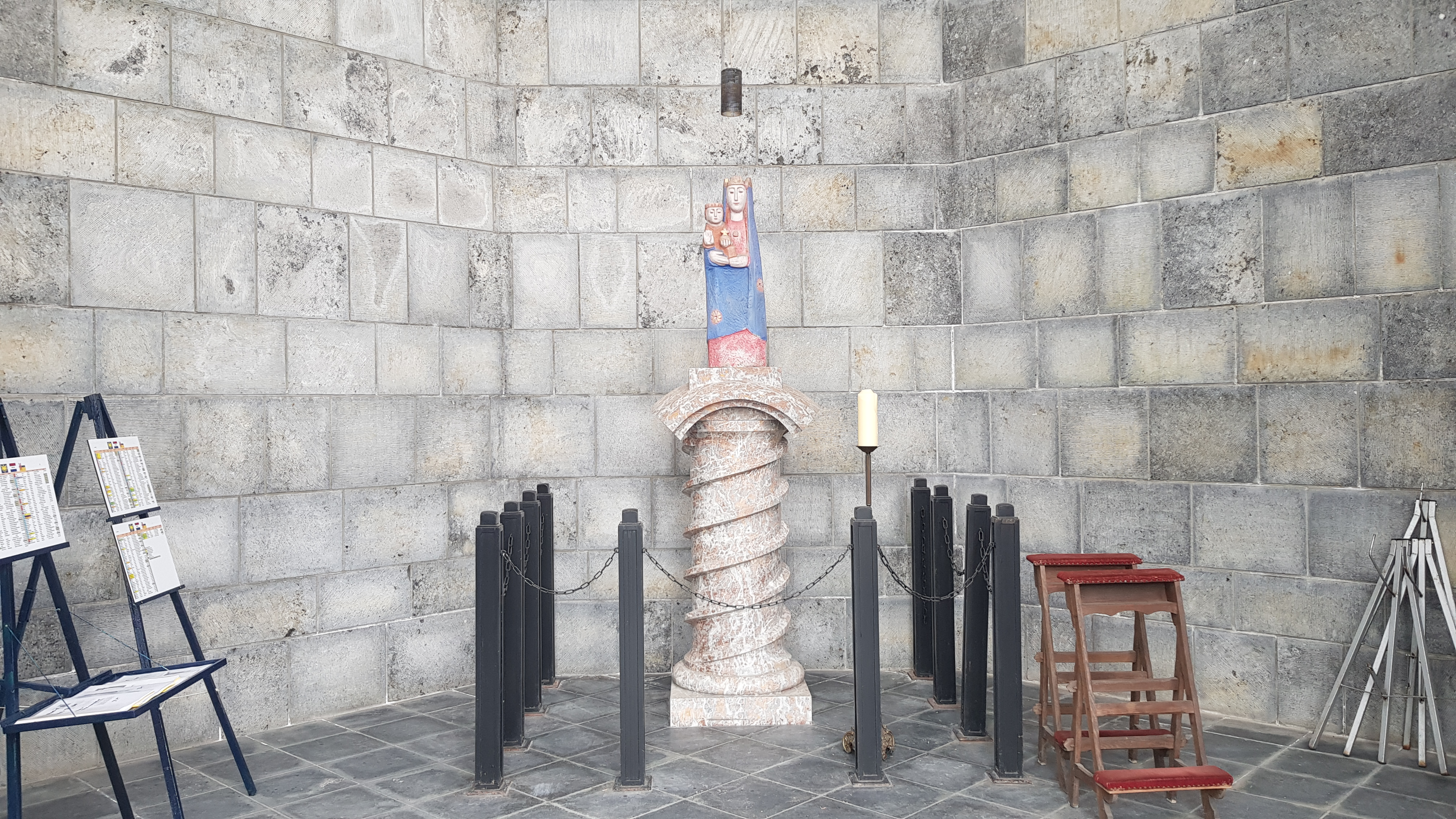
Interieur van de kapel

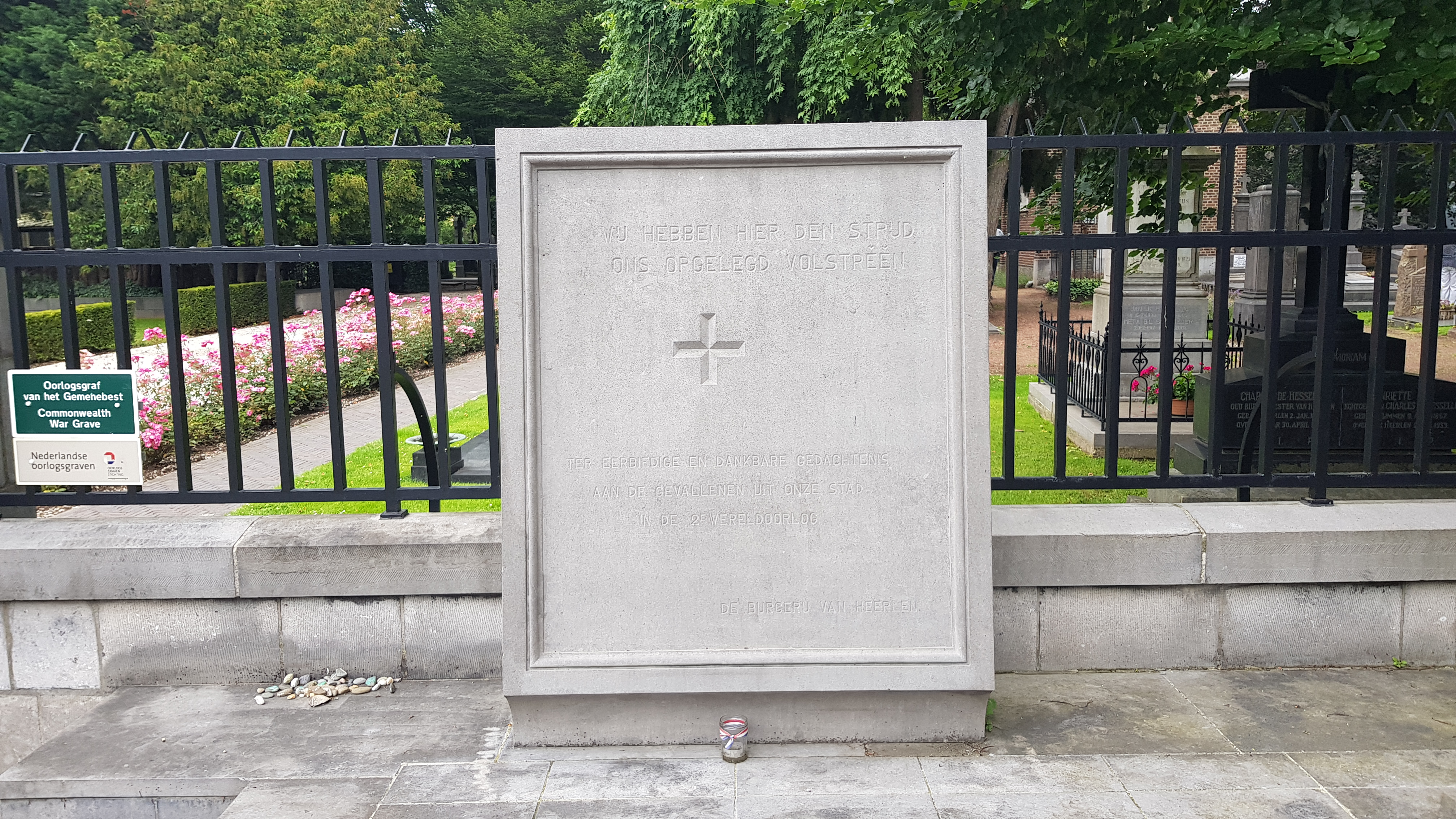
Plaquette naast de kapel ter herdenking van de oorlog

De Vredeskapel is een gedachteniskapel in de buurt Op de Nobel in de Nederlands Zuid-Limburgse gemeente Heerlen. De kapel staat nabij de Akerstraat 37a bij de ingang van de grote begraafplaats aan de Akerstraat.

## Geschiedenis
Pas in  1961 werd de kapel gebouwd, hoewel er al plannen voor bestonden in 1943. Restauratie volgde in 2010-2011

## Bouwwerk
Ze is gebouwd ter nagedachtenis van de gesneuvelden in de Tweede Wereldoorlog en als vredesmonument.
Het is een hoge, achthoekige betreedbare kapel, bekroond door een lantaarn met lichtkoepel. Het ontwerp is van Frits Peutz. De kapel is gebouwd in cementsteen en bevat drie hoge glas-in-loodramen, vervaardigd door Eugène Laudy. Ook is er een gepolychromeerd Mariabeeld, dat een werk is van Frans Timmermans.